# یواس‌ان‌اس مونت بیکر (تی-ای‌ای-۳۴)
یواس‌ان‌اس مونت بیکر (تی-ای‌ای-۳۴) (به انگلیسی: USNS Mount Baker (T-AE-34)) یک کشتی بود که طول آن ۵۶۴٫۳ فوت (۱۷۲٫۰ متر) بود. این کشتی در سال ۱۹۷۱ ساخته شد.